# Языки Сент-Люсии
Официальным языком Сент-Люсии является английский, но ещё в стране говорят на сент-люсийском франко-креольском языке, также известном как квеёльский или патуа.
Культура Сент-Люсии, как и на других Карибских островах, превратилась в смешение различных групп народов, имеющих общую историю. Каждый народ принёс традиционные верования и традиции, своё отражение жизни сегодня.
Это подвариант антильского креольского языка, на котором говорят на других островах Малых Антильских островов, и очень тесно связан с разновидностями, на которых говорят в Мартинике, Доминикане, Гваделупе, Гренаде и Тринидаде и Тобаго. Быстрая разборчивость с носителями других креольских вариантов антильского креольского составляет почти 100 %. Его синтаксичные, грамматические и лексические особенности практически идентичны мартиниканскому креольскому, впрочем, как и его доминиканская «коллега», он включает в себя больше заимствований из английского языка, чем мартиниканских заимствований.
Подобно другому карибскому креольскому, сент-люсийский креольский сочетает в себе синтаксис африканского и карибского происхождения, запас получен в основном из французского. Кроме того, многие выражения отражают наличие английского и испанского влияний, присутствующие в языке. Люди говорят на гаитянском креольском, потому что не могут понять сент-люсийский креольский, потому что у некоторых из них то же самое слово означают другое на другом языке.